# 張弘綱
張弘綱（1237年—1301年），字憲臣，安次县人，元朝将軍，漢人出身，父亲是参加元日战争（弘安之役）的張禧。

## 生平
張弘綱年幼从军，膂力过人。張弘綱的祖父張仁義在金朝末年归降蒙古，父亲張禧年轻时跟随蒙古大軍征服各地，立功。張禧性格峻烈，被同僚誣告。張弘綱十八岁时，張禧被主将所誣入獄。張弘綱入獄中，被獄卒一起捉拿，佯狂謔笑，麻痹獄卒，在夜間与父逃獄，投忽必烈。因战功免罪，父子参与攻打南宋，張弘綱随父攻城徇地。張弘綱自昭信校尉，历任管军总把、佩銀符、換金符、為千户，陞总管、广威将军、招討副使，加定遠大将軍、招討使，襲鎮江陰。1259年，跟随忽必烈包围鄂州，渡江，与宋兵作战，擒其一将。進攻鄂州，諸軍从城下挖洞进入，宋军在内樹柵為夾城，入战之将不利。忽必烈命以厚賞以募敢死士。張禧、張弘綱全都应募，由城東南入战。将至城下，忽必烈怜憫其父子全都进入險地，派遣阿里海牙对他们父子说，两人只派一个作战。張禧所執槍，因中弩矢而折，取来张弘綱的槍入战，攻破城東南角。有逗留不進的十餘人，站在立城下，张弘綱又奪他们的槍入战。张禧身中十八矢，一矢鏃貫通肚腹，昏倒又复苏说：“得血竭飲，血出可生”。忽必烈命人拿血来给他喝。派人去治疗。瘡愈，再和大将納剌忽与宋兵战于金口、李家洲，都获胜。
安吉兴起反元势力，張弘綱率兵讨伐，擒获首領。至元十三年（1276年），跟随参政高興討伐建德溪寨，以功績被賜三珠虎符，授昭勇大将军、河南諸翼征行万户。大德五年（1301年），跟随右丞劉深攻打八百媳婦国，西南土司不满出征負課，同年五月，雲南等处行中書省的土官宋隆濟率水東、水西、羅鬼諸蛮反元。張弘綱被派遣討伐宋隆濟，战乱波及雲南全土，張弘綱在八番力战而死。贈宣忠秉義功臣、資善大夫、湖广等处行中書省左丞、上護軍，追封齐郡公，谥武定。
死後、張弘綱的儿子張漢当襲職，讓其弟張鼎。張漢後為監察御史，官至集賢直学士。張鼎，襲江陰水軍万户。